# یوبیسزین
یوبیسزین (به لاتین: Ubieszyn) یک روستا در لهستان است که در Gmina Tryńcza واقع شده‌است.